# Бобрієвич Олександр Павлович

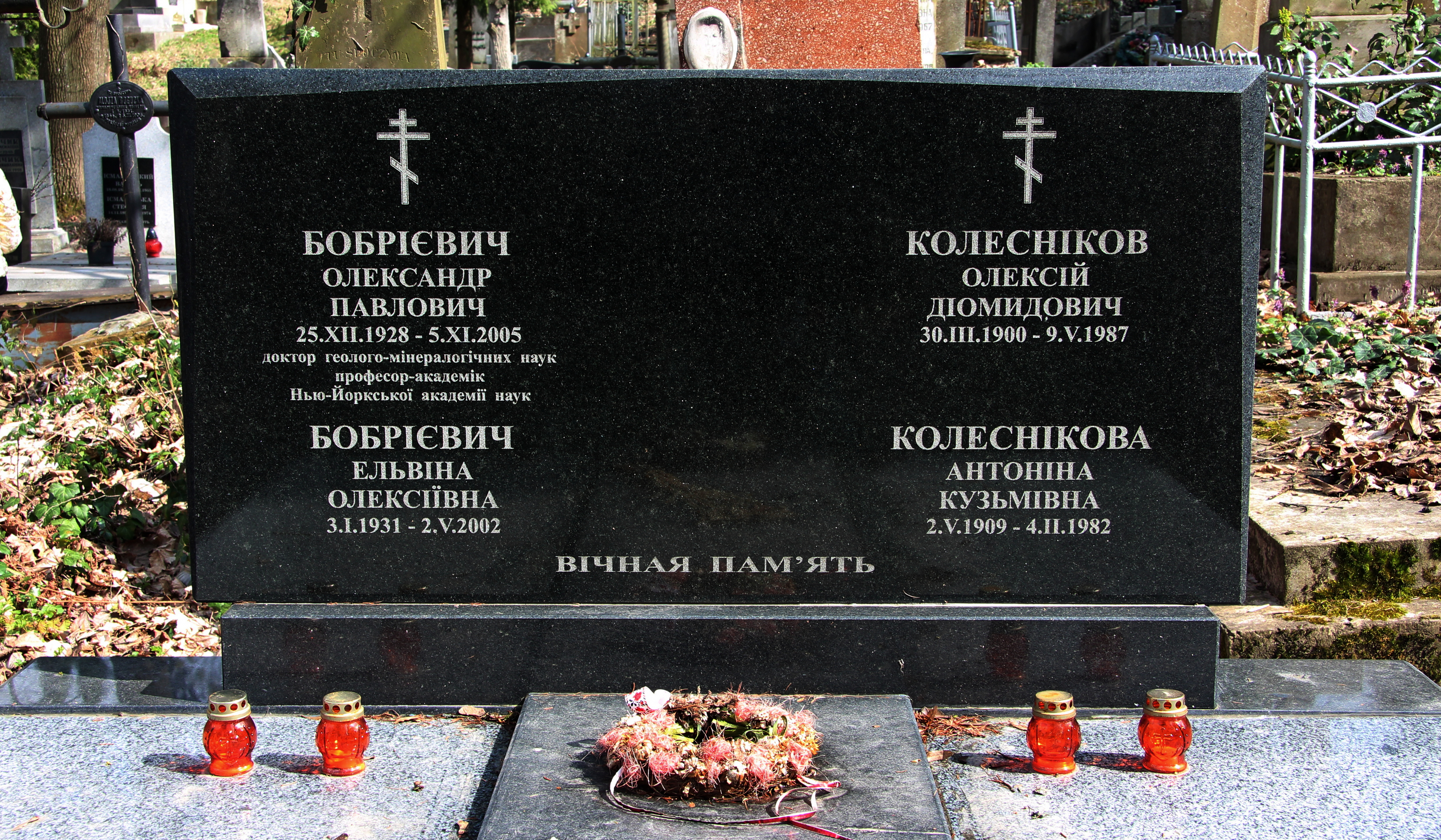

Олександр Павлович Бобрієвич (м. Шпола, СРСР, 25 грудня 1928 р. — м. Львів, Україна, 5 листопада 2005 р.) — український та радянський геолог і петрограф. Доктор геолого-мінералогічних наук, професор, завідувач кафедри петрографії Львівського державного університету імені Івана Франка, голова алмазної науково-дослідної партії Амакинської експедиції.

## Біографія
Народився 25 грудня 1928 р. в м. Шпола Черкаської обл., його дитинство і шкільні роки пройшли в м. Ставрополі та в м. Львові.

### Освіта та початок наукової діяльності
Після закінчення у 1947 р. чоловічої середньої школи № 1 м. Львова навчався на геологічному факультеті Львівського державного університету імені Івана Франка. В 1951 р. закінчив з відзнакою навчання та вступив в аспірантуру на кафедрі петрографії. У 1955 р. успішно захистив кандидатську дисертацію на тему «Геолого-петрографическая характеристика вулканических пород междуречья Ужа и Латорицы (Закарпатье)». Протягом 1951–1955 рр. працював молодшим науковим співробітником Інституту Геології Корисних Копалин АН УРСР.

### Амакинська експедиція
На початку 1955 р. О. П. Бобрієвича разом з іншими молодими науковцями й випускниками геологічного факультету за рекомендацією В. С. Соболєва скеровано в Якутію, де протягом майже десяти років він очолював алмазну науково-дослідну партію Амакинської експедиції, яка виконувала роботи з комплексного вивчення щойно відкритих алмазних родовищ Якутії. Результати кропіткої праці стали основою докторської дисертації «Петрология кимберлитов Якутии», яку він захистив 1961 р.

### Наукова та викладацька діяльність
У 1964 р. вчений повернувся в Україну, де в Інституті Мінеральних Ресурсів Міністерства Геології України очолив відділ алмазів і благородних металів. Під його керівництвом сформувалась активна алмазна група і розпочалися за його безпосередньої участі широкомасштабні розшукові і науково-дослідні роботи по алмазоносності надр України.
З 1974 по 2000 рік займав посаду завідувача кафедри петрографії Львівського Державного Університету. Весь цей час поєднював педагогічну та наукову діяльність. Читав основні курси (петрографія кристалічних порід, фізико-хімічні основи петрографії і мінералогії) і нового спецкурсу «Геологія алмазних родовищ», був науковим керівником аспірантів, п'ятеро з яких захистили кандидатські дисертації. Поряд з активною педагогічною і науково-організаційною діяльністю, О. П. Бобрієвич продовжував займатися проблемами алмазоносності і металоносності України. У тісній співпраці зі своїми учнями й колегами з Інституту Мінеральних Ресурсів та геологами виробничих геологічних організацій, став фактично куратором алмазних досліджень в Україні.

### Науково-організаційна та громадська діяльність
О. П. Бобрієвич був одним із організаторів і науковим керівником Галузевої науково-дослідної лабораторії вивчення речовинного складу рудоносних формацій, створеної 1979 р. у Львівському Державному Університеті ім. Івана Франка з ініціативи Міністерства геології України, а також Інституту геології і мінерагенії золота, кольорових металів і алмазів України. У 1994 р., заступником відповідального редактора «Мінералогічного збірника», членом спеціалізованої вченої ради із захисту докторських і кандидатських дисертацій з геологічних спеціальностей Львівського університету, членом оргкомітету багатьох наукових форумів всесоюзного і республіканського рівнів.
Помер та похований у Львові , на полі № 16 Личаківського цвинтаря.

## Роль у вивченні алмазоносності Якутії
Дослідженню кімберлітів Якутії та їхньої алмазоносності, які сприяли відкриттю нових родовищ алмазів, присвячені десятки статей О. П. Бобрієвича та класичні колективні монографії:
«Алмазы Сибири» (1957)
«Алмазные месторождения Якутии» (1959)
«Петрография и минералогия кимберлитовых пород Якутии» (1964)
Ці праці, відзначені різними нагородами, були перевидані в США, Великій Британії, Німеччині, Японії та Китаї.
Під керівництвом О. П. Бобрієвича відкрито мінерал гроспідит — кіанітовый эклогіт з піроп-альмандин-гросулярним гранатом в ассоціації с омфацитом. Гроспідит зустрічається у вигляді ксенолітів в алмазоносних кімберлітах.

## Роль у вивченні алмазоносності і металоносності України
За керівництва О. П. Бобрієвича та його безпосередньої участі виконано широкомасштабні розшукові роботи, за підсумками яких у розсипищах виявили дрібні алмази кімберлітового типу, а також численні прояви супутника алмазу — піропу. На підставі цих досліджень складено першу прогнозну карту можливої корінної і розсипної алмазоносності України. Прогноз підтвердився в 70-х роках ХХ ст відкриттям чотирьох трубок та двох дайок кімберлітів і навіть знахідок в одній з них кристалів алмазу. Основні прогнозні розробки були опубліковані в книгах під його керівництвом:
«Алмазоносность юго-западной окраины Русской платформы» (1970)
«Алмазоносність теригенних утворень балтської світи України» (1973)
«Геология алмазных месторождений» Учебное пособие. Львов ЛГУ (1982)
Сенсаційним стало визначення серед теригенних відкладів центральної частини Донбасу поряд з малохромистим піропом хромового піропу (О. Бобрієвич, М. Головко, Л. Дружинін та ін., 1977) з вмістом Cr2О3 = 4,88-6,27%, що є близьким до піропів з алмазоносних кімберлітів Якутії та алмазовмісних ксенолітів мантійного перидотиту. Ці знахідки, безумовно, стали важливим доказом прояву в цьому регіоні алмазоносних кімберлітів. Вони мають принципове значення в розгляді реальності загальнотеоретичних передумов корінної алмазоносності не тільки цього регіону, а й Східноєвропейської платформи загалом.

## Нагороди
Наукова, педагогічна і громадська діяльність ученого високо оцінена геологічною громадськістю на державному і міжнародному рівнях.
Медаль «За доблестный труд»
Медаль В. І. Лучицького
Медаль «За заслуги у розвідці надр»
Медаль «За трудову доблесть»
О. П. Бобрієвича обрано академіком Нью-Йоркської Академії наук, нагороджено срібною медаллю «2000 видатних людей ХХ століття» і золотою медаллю «Людина року». Його ім'я занесено в енциклопедичний словник «Who is who».